# Thera geneata
Thera geneata är en fjärilsart som beskrevs av Joachim Francois Philiberto de Feisthamel 1835. Thera geneata ingår i släktet Thera och familjen mätare. Inga underarter finns listade i Catalogue of Life.